# Pocket Dragons
Pocket Dragons és una sèrie d'animació produïda per l'estudi D'Ocon Films Productions, en coproducció amb Televisión Española, Bohbot Entertainment i DIC Productions. La sèrie es basa en el personatge de Pocket Dragon creat per l'artista Real Musgrave, més conegut per les figuretes de Pocket Dragons també basades en el seu treball. Els dibuixos giren al voltant de les aventures dels Pocket Dragons, un grup de dracs molt petits, que viuen amb un mag vell i amable. El programa es va estrenar a principis de 1998 als Estats Units a la cadena de programació sindicada Bohbot Kids Network. Es va doblar al català pel canal K3.
Craig Miller i Marv Wolfman van crear la sèrie en si i alhora la van produir i muntar. Junts o per separat, van escriure més del 40% del nombre total d'episodis. Pocket Dragons també va ser la primera sèrie d'animació signada amb un contracte laboral amb el Sindicat de Guionistes dels Estats Units.